# Mitsuhirato
Japanen Mitsuhirato i Tintin-äventyret Blå lotus är hemlig agent på order av sin regering i Japan, men han nöjer sig inte med att spionera, utan har också allierat sig med Rastapopoulos internationella opiumkartell.
Redan i början av albumet så träffar Tintin en fakir som förutspår att en man med gul hy, svart hår och glasögon planerar mörda honom. I början är/spelar Mitsuhirato trevlig gentemot Tintin, och det är först efter att Tintin möter Herr Wang som man får reda på Mitsuhiratos sanna identitet. På order av sin regering spränger Mitsuhirato järnvägsspåret mellan Shanghai och Nanking och han skyller det på kinesiska banditer, varefter Japan ockuperar Shanghaiområdet för att "utföra sin roll som ordningens och civilisationens väktare i fjärran östern".
Under hela äventyret blir Tintin jagad av Mitsuhirato. Mitsuhirato försöker mörda Tintin på olika sätt, utan att lyckas. Bland annat attackerade Mitsuhirato Tintin med en kniv, som visade sig vara för klen och bara skrynklades ihop. Tintin slår ned Mitsuhirato, som sedan anger Tintin för den japanska armén. Armén griper Tintin och dömer honom till döden, men Tintin lyckas fly med hjälp av hans kinesiska vänner och grundlurar sedan Mitsuhirato och armén.
Efter att ha blivit arresterad tillsammans med Rastapopoulos, och Japan tvingats dra tillbaka sina styrkor från Kina, begår Mitsuhirato harakiri.
En fotnot som bör läggas till är att albumet utspelar sig i Kina på 1930-talet, då både japaner och västerlänningar var kolonialmakter i Kina. Dock har skaparen Hergé blivit kritiserad för sin bild av japanerna i Blå lotus. Det kan dock påpekas att även västerlänningarna framstår som osympatiska i denna berättelse. Sedan 1993 finns Blå lotus översatt till japanska - men med en kort introduktion som förklarar tidens politiska situation.